# Wolfgang Ischinger
Wolfgang Ischinger (* 6. dubna 1946, Nürtingen, SRN) je německý diplomat, bývalý předseda Mnichovské bezpečnostní konference.

## Životopis
Wolfgang Ischinger studoval práva v Bonnu a Ženevě, a poté mezinárodní hospodářské vztahy a soudobé dějiny na Fletcher School of Law and Diplomacy a Harvard Law School. Od roku 1973 se věnuje diplomacii. Mezi léty 2001–2006 působil jako německý velvyslanec ve Washingtonu a v Londýně 2006–2008. Mezi léty 2008–2022 působil jako předseda Mnichovské bezpečnostní konference.

## Ocenění
- Záslužný řád Spolkové republiky Německo (2009)